# El Oasis, Chihuahua
El Oasis är en ort i Mexiko.   Den ligger i kommunen Ojinaga och delstaten Chihuahua, i den norra delen av landet, 1 200 km nordväst om huvudstaden Mexico City. El Oasis ligger 1 201 meter över havet och antalet invånare är 475.
Terrängen runt El Oasis är platt, och sluttar brant västerut. Runt El Oasis är det mycket glesbefolkat, med 3 invånare per kvadratkilometer. El Oasis är det största samhället i trakten. Omgivningarna runt El Oasis är i huvudsak ett öppet busklandskap.